# کارچف
کارچف (لهستانی: Karczew؛ ‏[ˈkart͡ʂɛf]) شهرکی در شهرستان اوتووتسک در استان ماسوویان واقع در گمینا کارچو است که بر کرانهٔ راست رودخانهٔ ویستولا قرار دارد و ۱۰٬۲۷۱ (آمار ۲۰۱۰) جمعیت دارد. این منطقهٔ مسکونی از سال ۱۵۴۸ میلادی به فرمان سیگیسمونت یکم پیر امتیاز شهری خود را دریافت کرد.
در جریان کشتار کاتین در سال ۱۹۴۰ سه نفر از اهالی این شهر جزء اعدام‌شدگان بودند.